# Carmel de Mehagne
Le Carmel de Mehagne, situé à Chaudfontaine, dans la province de Liège (diocèse de Liège), est une maison religieuse en activité. Comme son nom l'indique, elle a d'abord été fondée et habitée par une communauté de sœurs carmélites, avant d'être confiée à la communauté charismatique du Chemin Neuf.

## Histoire

### La communauté carmélitaine de Liège avant Mehagne
Le premier carmel de Liège est fondé dès 1249, mais il ne s'agit à l'époque que d'un établissement masculin. C'est à la suite de la prédication de Carême de Jean Soreth, en 1451, qu'une communauté féminine du Carmel est fondée. La première maison est située à l'entrée du faubourg Saint-Léonard, grâce à un legs, et quatre femmes s'y installent ; elles forment la première congrégation religieuse féminine de la ville. La fondation est florissante : elle envoie rapidement neuf sœurs fonder le premier carmel féminin de France.
Au XVIIe siècle, la communauté déménage deux fois. Tout d'abord, le 13 septembre 1627, des dons de riches Liégeois permettent l'achat d'une propriété rue du Potay, près de la porte de Vivegnis. Un procès est intenté aux carmélites par un voisin mécontent de la hauteur du mur de clôture, procès qui dure onze ans et que les religieuses finissent par gagner. La communauté religieuse déménage en 1665, dans un nouveau couvent dont la construction avait débuté en avril 1657. Elle est désormais connue comme « carmel du Potay ».
À l'arrivée des troupes françaises de la Révolution, les carmélites refusent de céder aux injonctions révolutionnaires ; leur couvent est alors vendu comme bien national, mais un bourgeois de Liège le rachète et les réinstalle chez elles. En 1860, l'église de Cornillon et la léproserie de sainte Julienne sont achetées par le carmel du Potay. Cependant, en 1908, un long procès concernant l'héritage d'une sœur décédée malmène puis ruine le couvent. En 1930, expulsées, les religieuses sont accueillies chez leurs voisines les Filles de la Croix, puis dans une aile de l'école normale de Theux, à Franchimont. Enfin, un donateur offre un terrain à Mehagne pour la construction du nouveau couvent. En 1933, le bâtiment construit, les sœurs s'installent dans leur nouveau monastère. Lors de leur déménagement, les sœurs apportent avec elles de nombreuses reliques propres à l'histoire du couvent, dont la gestion est confiée à Maria Ferystädten, en religion sœur Thérèse de l'Enfant Jésus, qui confectionne tous les reliquaires et s'occupe de leur transfert.

### Le carmel à Mehagne
Durant la Seconde Guerre mondiale, le bâtiment est endommagé par les divers aléas. En 1969, la communauté de Mehagne, ainsi que plusieurs autres, est sollicitée par celle de Saint-Michel de Bruges afin de fonder un carmel à Lubumbashi ; elle détache une religieuse afin de permettre la fondation canonique du nouveau carmel zaïrois.
Au début du XXIe siècle, un plan d'aménagement communal est proposé par Chaudfontaine ; il concerne en particulier les abords du carmel, peu urbanisés et que la municipalité souhaite sanctuariser en interdisant toute nouvelle construction ; les religieuses ainsi que d'autres structures proches protestent contre cette impossibilité future de s'agrandir. À cette date, les carmélites sont au nombre de treize, dont trois postulantes. Après consultation d'un bureau d'avocats et diffusion d'une pétition signée par 1 300 riverains, la municipalité infléchit sa position.

### Le changement de communauté
Néanmoins, à la fin de 2010, les religieuses, au nombre de huit, choisissent de quitter Mehagne et de se répartir dans différentes autres communautés carmélites. Elles font appel à la communauté du Chemin Neuf pour les remplacer. Celle-ci, qui vient alors de perdre son principal lieu de mission en Belgique, situé à La Hulpe et propriété de l'archidiocèse de Malines-Bruxelles, accepte en 2011 d'assurer la continuité religieuse avec les carmélites.
En 2015, l'association Vent de Terre interpelle le Chemin Neuf sur la possibilité de développer un jardin nourricier sur le terrain du Carmel. Dans la lignée de l'encyclique Laudato si' récemment publiée par le pape François, la communauté est réceptive à cet appel, qui se traduit en février 2018 par la signature d'une convention de prêt à commodat sur deux hectares. Un permis d'urbanisme est octroyé le 9 octobre 2018, les premiers travaux intervenant au printemps 2019 et les premières plantations en mai de la même année. Début 2021, cent cinquante arbres fruitiers ont été plantés ainsi que des haies indigènes. Trois serres sont mises en place la première année et trois autres en 2020. En 2020 également, une section est aménagée en jardin pédagogique afin d'accueillir des stages et des écoles,.